# Station Arles
Station Arles is een spoorwegstation in de Franse gemeente Arles.